# Legoland Billund

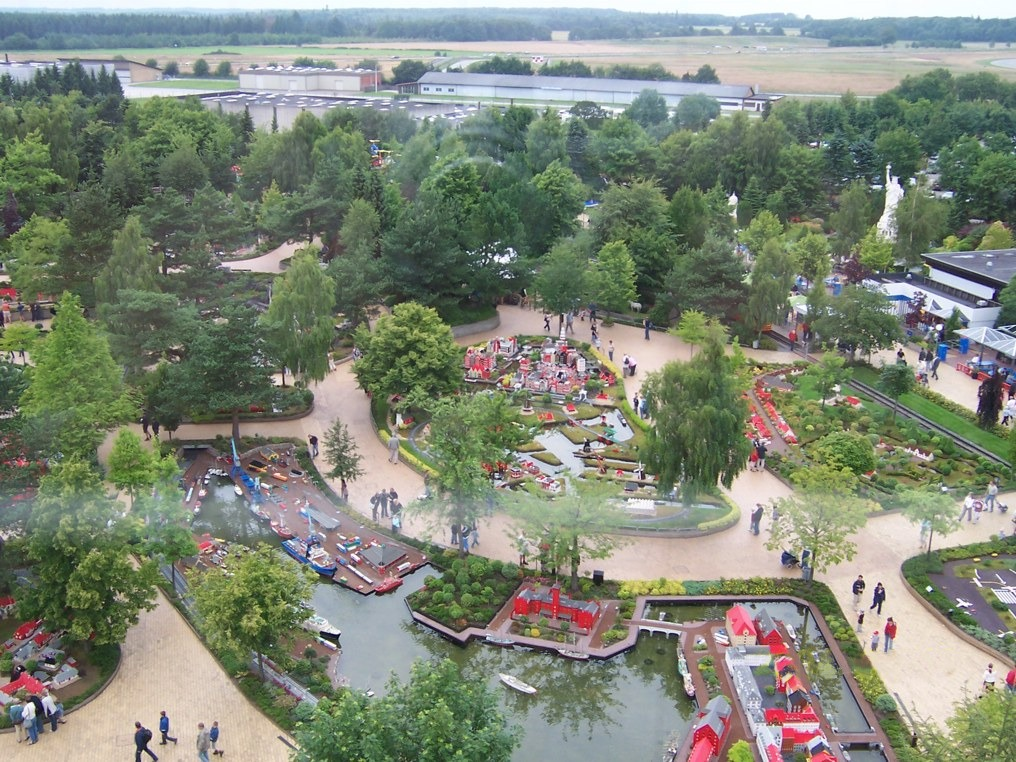
Pohled na Legoland Billund ze věže

Legoland Billund, první Legoland park, byl otevřen 7. června 1968 v dánském Billundu. Park se nachází poblíž původní Lego továrny a druhého nejrušnějšího dánského letiště Billund Airport. V roce 2011 navštívilo park více než 1,9 milionu hostů a od otevření navštívilo park více než 50 miliónů hostů. Mezi atrakcemi jsou obrovská socha indiána, socha Svobody a další miniatury, zejména s dánskou tematikou. V parku je také množství horských drah a vodních atrakcí.
Další Legoland parky vznikaly postupně v Německu, Velké Británii a Kalifornii.